# Чинхоји
Чинхоји (енгл. Chinhoyi) град је у Зимбабвеу, у Маконде дистрикту, а налази се 115 километара северозападно од Харареа на путу за Чирунду. Чинхоји се налази на главном путу, аутопуту А-1, између Харареа и Чирундуа, на међународној граници са Замбијом, око 240 километара даље северозападно од Чинхоја. Географске координате Чинхојија су: 17°20'59.0"Ј, 30°11'40.0"Е (Ширина:-17.349722; Географска дужина:30.194444). Чинхоји се налази на просечној надморској висини од 1.187 метара (3.894 стопа) изнад средњег нивоа мора.
Раније име града је било Синоја (Sinoia). У граду постоји железничка станица на Ламагунди огранку пруге којом је град повезан са Харареом. Прво насеље је било познато као Ломагунди, име је промењено 1902. године у Синоја по локалном поглавици, а 1982. године у данашње име Чинхоји.
Становништво Чинхоија током пописа из 2002. године је било 56,794. Након државног пописа из 2012. године, градско становништво је процењено на 77.292 људи. У то време био је 11. највећи урбани центар у Зимбабвеу.
У околини града се лалази неколико кречних рудника. У околини се у низу малих рудника копа злато и хромит. У дистрикту Чинхоји се налазе и најбогатији рудници бакра у Зимбабвеу.
Постоји мали аеродром за приватне авионе око 16 километара југоисточно од центра. Његове географске координате су наведене као: 17°25'58.8"С, 30°18'00.0"Е (Ширина:-17.433000; Географска дужина:30.300000).
Пољопривреда је развијена у околини града и гаје се све главне културе, дуван, кукуруз и наводњавана озима пшеница (у периоду мај - октобар). У околини са налазе фарме са говедима као и млечне фарме. У граду постоји кланица и мекара као и силос. Друга индустрија је пивара као и метална индустрија.
Познате пећине Чинхоји, које су део истоименог рекреационог парка, налазе се 10 километара западно од града.
У близини Чинхојија се одиграла позната битка код Чинхојија која је означила почетак борбе за независност или друге Чимуренге.